# اندیس شمال شرق تمام ده
شمال شرق تمام ده یک اندیس فلزی است که در حوالی شهر شمال بندان استان خراسان قرار دارد و مادهٔ معدنی موجود در آن، مس است.سنگ میزبان این اندیس آندزیت است و دیرینگی آن به دوران الیگومیوسن می‌رسد. در این اندیس، پاراژنز‌های پیریت یافت می‌شوند.